# جيمس برادشو
جيمس برادشو (بالإنجليزية: James Bradshaw)‏ هو ممثل بريطاني، ولد في 20 مارس 1976 في المملكة المتحدة.

## وصلات خارجية
- جيمس برادشو على موقع IMDb (الإنجليزية)
- جيمس برادشو على موقع قاعدة بيانات الفيلم (الإنجليزية)